# 17958 Schoof
17958 Schoof è un asteroide della fascia principale. Scoperto nel 1999, presenta un'orbita caratterizzata da un semiasse maggiore pari a 2,4042949 UA e da un'eccentricità di 0,0387600, inclinata di 1,70198° rispetto all'eclittica.